# Gerald Green (cestista)
Gerald Anthony Green jr. (Houston, 26 gennaio 1986) è un ex cestista e allenatore di pallacanestro statunitense.

## Biografia
È fratello di Garlon e cugino di Danny, a loro volta cestisti.
Viene soprannominato il guerriero con quattro dita perché a causa di un incidente di cui fu vittima all'età di 11 anni con un canestro in giardino perse metà dell'anulare della mano destra. Dopo di allora solo 5 anni più tardi ha tentato un'altra schiacciata.

## Caratteristiche tecniche
Giocatore molto atletico molto abile a schiacciare in quanto dotato di grande elevazione, oltre ad avere un atteggiamento grintoso in campo.

## Carriera

### High school
Cresce nella squadra della Gulf Shores Academy. Negli anni qui, riuscì a farsi notare, diventando uno dei migliori. Ha anche partecipato e vinto nella McDonald's All-American Slam Dunk Contest, battendo l'ex Duke Josh McRoberts. I suoi Nickname sono tanti: G - Money, Double G, Ice, High 5; per il suo stile di gioco è stato spesso paragonato a Tracy McGrady.

### NBA (2005-2009)

#### Boston Celtics (2005-2007)
Doveva originariamente passare alla Oklahoma State University, ma decise di dichiararsi eleggibile per il draft NBA 2005. Nel Draft venne scelto come 18º dai Boston Celtics.
Durante la pre-season si fece notare con buonissime prestazioni, ma nella stagione NBA incontrò alcune difficoltà, non riuscendo a trovare spazio (coperto nel proprio ruolo dall'All Star e capitano biancoverde Paul Pierce). Viene quindi mandato ripetutamente in D-League per accumulare minuti e esperienza.
Alla fine della stagione, chiude con 11,8 minuti, 5,2 punti e 1,2 rimbalzi di media a partita. Si fa notare particolarmente con un buzzer beater contro i Pacers e con due schiacciate contro i Raptors.
Nonostante le sue buone prestazioni nella parte finale della stagione 2005-06, in quella successiva partì lentamente, chiuso non solo da Paul Pierce, ma anche da Wally Szczerbiak. Infortunatisi entrambi, riuscì a giocare di più, facendo il suo debutto in quintetto base contro i 76ers. Col ritorno di Wally Szczerbiak perse nuovamente il posto in quintetto.
Terminò la stagione con 10,4 punti, 2,6 rimbalzi e 1,0 assist di media.
Il 17 febbraio 2007 partecipò allo Slam Dunk Contest, vincendolo a scapito di Nate Robinson, Dwight Howard e Tyrus Thomas.

#### Minnesota Timberwolves (2007-2008)
Il 31 luglio 2007 passa ai Minnesota Timberwolves, nell'ambito dell'operazione che porta Kevin Garnett ai Boston Celtics.

#### Parentesi agli Houston Rockets (2008)
Il 21 febbraio 2008 è stato ceduto agli Houston Rockets, squadra della sua città natale, in cambio di Kirk Snyder e una seconda scelta al draft NBA 2010. Tuttavia l'8 marzo viene tagliato dai Rockets, dopo una sola partita giocata con la squadra texana, e diventa così free agent.

#### Dallas Mavericks (2008-2009)
Il 1º luglio 2008 firma un contratto annuale con i Dallas Mavericks, con i quali disputa 38 partite.
Con i Mavs disputa per la prima volta in carriera i playoffs, in cui gioca 6 partite.

### Esperienze all'estero: Russia e Cina (2009-2011)
Il 12 dicembre 2009 si accasò in Russia al Lokomotiv Kuban, mentre la stagione seguente ha militato nelle file del Krasnye Krylya Samara, sempre in Russia; nel 2011 ha invece giocato in Cina, con i Foshan Dralions.

### D-League e ritorno nella NBA (2011-)

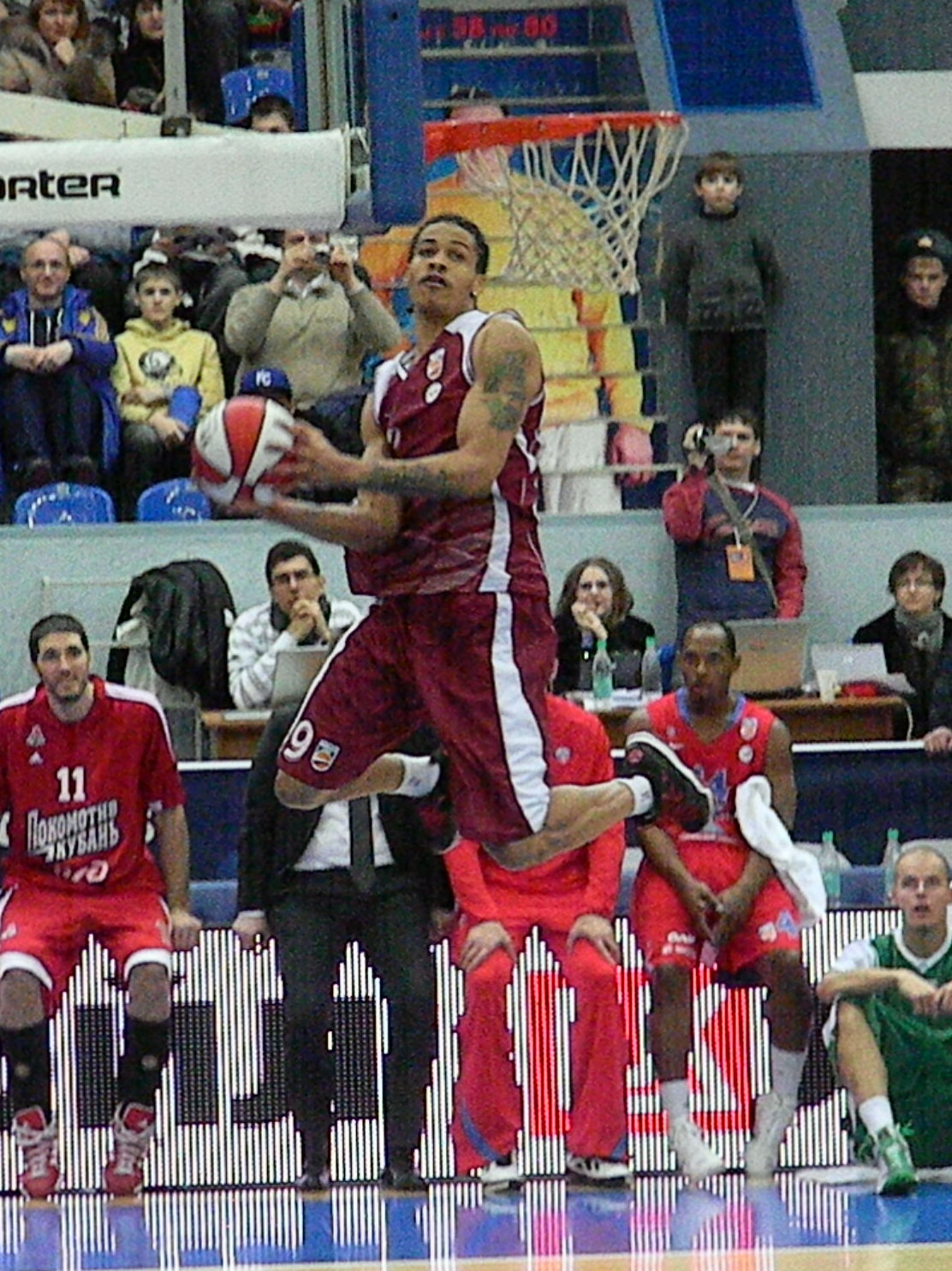
Gerald Green mentre va a canestro con la canotta del BC Krasnye Kryl'ja

#### Los Angeles D-Fenders (2011-2012) e New Jersey Nets (2012)
Il 13 dicembre 2011 tornò nella NBA firmando con i Los Angeles Lakers, per essere però tagliato il 22 dicembre, poco prima dell'avvio della stagione regolare.
Il 28 dicembre firmò con i Los Angeles D-Fenders, squadra della NBA Development League affiliata proprio ai Los Angeles Lakers.
Il 27 febbraio i New Jersey Nets lo misero sotto contratto per 10 giorni, tuttavia le buone prestazioni verranno premiate con altri 10 giorni di contratto firmato nel mese di marzo; una volta scaduto questo ulteriore contratto, la squadra del New Jersey gli fa firmare un accordo fino alla fine della stagione. Il momento migliore della seconda carriera di Green in NBA avvenne l'11 marzo 2012, nella partita contro gli Houston Rockets: con un prodigioso stacco da terra, che lo porta con la testa oltre l'anello, eseguì una schiacciata windmill completando uno spettacolare alley-oop. Chiuse la stagione con 12,9 punti, 1,1 assist e 3,5 rimbalzi di media in 31 partite giocate.

#### Indiana Pacers (2012-2013)
Il 12 luglio 2012, nuovamente free agent, firmò un contratto triennale con gli Indiana Pacers.
A Indiana torna a disputare i play-off a 4 anni di distanza. I Pacers nei PO arrivano fino alle finali di Conference dove vengono sconfitti in gara-7 dai Miami Heat di LeBron James.

#### Phoenix Suns (2013-2015)
Il 27 luglio 2013 passò via trade insieme a Miles Plumlee e una futura prima scelta ai Phoenix Suns in cambio di Luis Scola che andò agli Indiana Pacers. Con la franchigia dell'Arizona disputa un'ottima stagione culminata con un career high di 41 punti nella sfida casalinga contro gli Oklahoma City Thunder. Nonostante il suo grande contributo la squadra non raggiunge però i playoff piazzandosi nona a ovest con un record di 48 vittorie e 34 sconfitte. Tirò molto bene da 3 punti in stagione (40%) e fu il migliore nella lega come percentuali nei tiri dall'angolo sinistro (54,1%).
Per via delle sue prestazioni è stato candidato al MIP, arrivando secondo dietro al compagno di squadra Goran Dragić.
L'anno successivo, seppur con un leggero calo, mantiene delle buone statistiche, ma ancora una volta i Suns non raggiungono i play-off (il record finale della squadra è stato di 39 vittorie e 43 sconfitte, 9 vittorie in meno dell'anno precedente).

#### Miami Heat (2015-2016)
Il 10 luglio 2015 passa ai Miami Heat.
Con la franchigia della Florida ricoprì il ruolo di riserva di Dwyane Wade. Vista la sua duttilità poté giocare anche da ala piccola e per questo il 27 Novembre partì titolare al posto dell'infortunato Luol Deng. Quel giorno Green mise a segno 25 punti, contribuendo alla vittoria degli Heat sui New York Knicks per 97-78.
Il 2 aprile 2016 migliorò il suo record stagionale di punti nella gara esterna vinta per 112-106 contro i Sacramento Kings: questa volta Green (che partì nel quintetto base come guardia al posto dell'infortunato Dwyane Wade) segnò 30 punti.
Tornò dopo tre anni a giocare nei play-off, in cui giocò 12 delle 14 partite degli Heat (tutte da subentrato, non riuscendo per la terza volta in carriera a disputare una partita da titolare nella post-season) che dopo aver vinto la serie contro gli Charlotte Hornets per 4-3, col medesimo risultato persero quella contro i Toronto Raptors nelle semifinali di conference.

#### Ritorno ai Boston Celtics (2016-2017)
Il 27 luglio 2016 tornò a giocare nei Boston Celtics. L'8 gennaio 2017 segnò 15 punti in 15 minuti nella gara interna vinta 117-108 contro i New Orleans Pelicans. Nella partita successiva giocata (e persa per 114-106) in trasferta contro i Toronto Raptors Green segnò 14 punti. A fine anno Green disputò 47 partite in RS, con la squadra che si qualificò alla post-season da prima a est. Gerald per la prima volta giocò da titolare nella post-season, anche se non fu fisso in quanto di 13 partite giocate (su 18 totali) né giocò 7 da titolare. I Celtics dopo aver eliminato in ordine Chicago Bulls (4-2 dopo essere andati sotto 0-2) e Washington Wizards (4-3), vennero eliminati per 4-1 dai Cleveland Cavaliers nelle finali di Conference. Nonostante le ottime prestazioni fornite, a fine anno non venne rifirmato dai celtici.

#### Milwaukee Bucks, ritorno agli Houston Rockets e ritiro (2017-2021)
Il 24 settembre 2017 firmò con i Milwaukee Bucks, che il 15 ottobre durante la pre-season lo tagliarono.
Il 28 dicembre 2017 firmò un contratto non garantito con gli Houston Rockets, tornando così a giocare nella squadra della sua città. Il 4 gennaio 2018 segnò 27 punti nella vittoria esterna per 116-98 contro gli Orlando Magic. Il 5 gennaio 2018 segnò 29 punti nella sconfitta interna per 124-114 contro i Golden State Warriors. A seguito delle ottime prestazioni nelle prime 5 partite con i Rockets venne tagliato Bobby Brown per far sì che il suo contratto diventasse garantito.
Il 5 febbraio 2020 venne ceduto via trade ai Denver Nuggets, da cui venne tagliato dopo 1 giorno.
Il 1º dicembre 2020 fece ritorno agli Houston Rockets, venendo tagliato 18 giorni dopo.
Il 22 ottobre 2021, dopo una stagione da svincolato, annuncia il proprio ritiro dalla pallacanestro.

## Statistiche

### NBA

#### Regular Season
| Anno      | Squadra            | PG  | PT  | MP   | TC%  | 3P%  | TL%  | RP  | AP  | PRP | SP  | PP   |
| --------- | ------------------ | --- | --- | ---- | ---- | ---- | ---- | --- | --- | --- | --- | ---- |
| 2005-2006 | Boston Celtics     | 32  | 3   | 11,7 | 47,8 | 30,0 | 78,4 | 1,3 | 0,6 | 0,4 | 0,1 | 5,2  |
| 2006-2007 | Boston Celtics     | 81  | 26  | 22,0 | 41,9 | 36,8 | 80,5 | 2,6 | 1,0 | 0,5 | 0,3 | 10,4 |
| 2007-2008 | Minnesota T'wolves | 29  | 0   | 12,3 | 33,1 | 38,5 | 82,9 | 2,1 | 1,0 | 0,3 | 0,1 | 5,1  |
| 2007-2008 | Houston Rockets    | 1   | 0   | 4,0  | 100  | 0,0  | 0,0  | 2,0 | 0,0 | 0,0 | 0,0 | 6,0  |
| 2008-2009 | Dallas Mavericks   | 38  | 12  | 9,9  | 43,9 | 30,4 | 84,4 | 1,4 | 0,4 | 0,3 | 0,1 | 5,2  |
| 2011-2012 | N.J. Nets          | 31  | 2   | 25,2 | 48,1 | 39,1 | 75,4 | 3,5 | 1,1 | 0,9 | 0,5 | 12,9 |
| 2012-2013 | Indiana Pacers     | 60  | 7   | 18,0 | 36,6 | 31,4 | 80,0 | 2,4 | 0,8 | 0,3 | 0,4 | 7,0  |
| 2013-2014 | Phoenix Suns       | 82  | 48  | 28,4 | 44,5 | 40,0 | 84,8 | 3,4 | 1,5 | 0,9 | 0,5 | 15,8 |
| 2014-2015 | Phoenix Suns       | 74  | 4   | 19,5 | 41,6 | 35,4 | 82,5 | 2,5 | 1,2 | 0,6 | 0,2 | 11,9 |
| 2015-2016 | Miami Heat         | 69  | 14  | 22,6 | 39,2 | 32,3 | 78,3 | 2,4 | 0,8 | 0,6 | 0,3 | 8,9  |
| 2016-2017 | Boston Celtics     | 47  | 0   | 11,4 | 40,9 | 35,1 | 80,5 | 1,8 | 0,7 | 0,2 | 0,1 | 5,6  |
| 2017-2018 | Houston Rockets    | 41  | 2   | 22,7 | 40,7 | 36,9 | 85,0 | 3,2 | 0,6 | 0,6 | 0,4 | 12,1 |
| 2018-2019 | Houston Rockets    | 73  | 0   | 20,2 | 40,0 | 35,4 | 83,8 | 2,5 | 0,5 | 0,5 | 0,4 | 9,2  |
| Carriera  | Carriera           | 658 | 118 | 19,8 | 41,7 | 36,2 | 81,8 | 2,5 | 0,9 | 0,5 | 0,3 | 9,7  |

#### Play-off
| Anno     | Squadra          | PG | PT | MP   | TC%  | 3P%  | TL%  | RP  | AP  | PRP | SP  | PP  |
| -------- | ---------------- | -- | -- | ---- | ---- | ---- | ---- | --- | --- | --- | --- | --- |
| 2009     | Dallas Mavericks | 6  | 0  | 4,3  | 28,6 | 20,0 | 50,0 | 0,3 | 0,0 | 0,2 | 0,0 | 1,8 |
| 2013     | Indiana Pacers   | 9  | 0  | 11,7 | 42,0 | 33,3 | 100  | 1,3 | 0,3 | 0,0 | 0,1 | 6,1 |
| 2016     | Miami Heat       | 12 | 0  | 9,2  | 32,7 | 28,6 | 80,0 | 1,4 | 0,1 | 0,3 | 0,1 | 3,3 |
| 2017     | Boston Celtics   | 13 | 7  | 14,8 | 47,2 | 46,7 | 88,9 | 1,5 | 0,7 | 0,2 | 0,1 | 7,5 |
| 2018     | Houston Rockets  | 17 | 0  | 16,0 | 39,4 | 37,5 | 85,7 | 2,9 | 0,1 | 0,2 | 0,4 | 6,3 |
| 2019     | Houston Rockets  | 11 | 0  | 8,8  | 30,0 | 34,5 | 100  | 1,1 | 0,1 | 0,3 | 0,3 | 3,5 |
| Carriera | Carriera         | 68 | 7  | 11,8 | 38,9 | 37,4 | 84,4 | 1,7 | 0,2 | 0,2 | 0,2 | 5,1 |

#### Massimi in carriera
- Massimo di punti: 41 vs. Oklahoma City Thunder (6 marzo 2014)[27]
- Massimo di rimbalzi: 12 (2 volte)
- Massimo di assist: 6 (2 volte)
- Massimo di palle rubate: 5 (2 volte)
- Massimo di stoppate: 4 vs. Denver Nuggets (26 dicembre 2006)
- Massimo di minuti giocati: 45 vs. Atlanta Hawks (10 aprile 2007)

## Palmarès
- McDonald's All-American Game (2005)
- McDonald's All-American Slam Dunk Contest winner (2005)
- NBA Slam Dunk Contest (2007)[4]
- Rocky Mountain Revue All-Revue Team (2008)
- MVP All Star Game NBDL (2012)